# فرناندو كارديناس
فرناندو كارديناس (بالإسبانية: Fernando Cárdenas)‏ (30 أبريل 1988 في كولومبيا - ) هو لاعب كرة قدم كولومبي في مركز الهجوم. لعب مع أمريكا دي كالي وأونس كالداس وإنديبنديينتي سانتا في ونيو إنجلاند ريفولوشن وديبورتيس توليما وريال قرطاجنة وديبورتيفو بيريرا.

## وصلات خارجية
- فرناندو كارديناس على موقع الدوري الأمريكي (الإنجليزية)
- فرناندو كارديناس على موقع إي إس بي إن إف سي (الإنجليزية)
- فرناندو كارديناس على موقع قاعدة بيانات كرة القدم.إي يو (الإنجليزية)
- فرناندو كارديناس على موقع Soccerway.com (الإنجليزية)